# Pakita
Pakita est le nom de scène d'une chanteuse, animatrice[pas clair], écrivaine et institutrice française, née le 25 mars 1959.

## Spectacles
Lors de ses spectacles, elle est une fée qui part souvent à l'aventure au pays des fées. Pillywiggin multicolore est le titre d'une chanson pour les enfants dans l'album Viens vite... Je t'invite de Pakita, sorti en 2007. En mars 2021, à l’occasion du premier salon francophone de littérature jeunesse du Nord-Ouest américain à Seattle, Litt. Jeunesse,, Pakita accompagnée de l’illustrateur Jean-Philippe Chabot présente la série « L’école d’Agathe » et anime un spectacle ludique virtuel avec les personnages de cette série.

## Romans
Pakita a écrit soixante douze livres pour les enfants de cinq à sept ans en une série, « L'école d'Agathe »:

## Sources